# 新潟県道375号平岩停車場蒲原線
新潟県道375号平岩停車場蒲原線（にいがたけんどう375ごう ひらいわていしゃじょうがまはらせん）は、新潟県の糸魚川市内を通る一般県道である。

## 概要

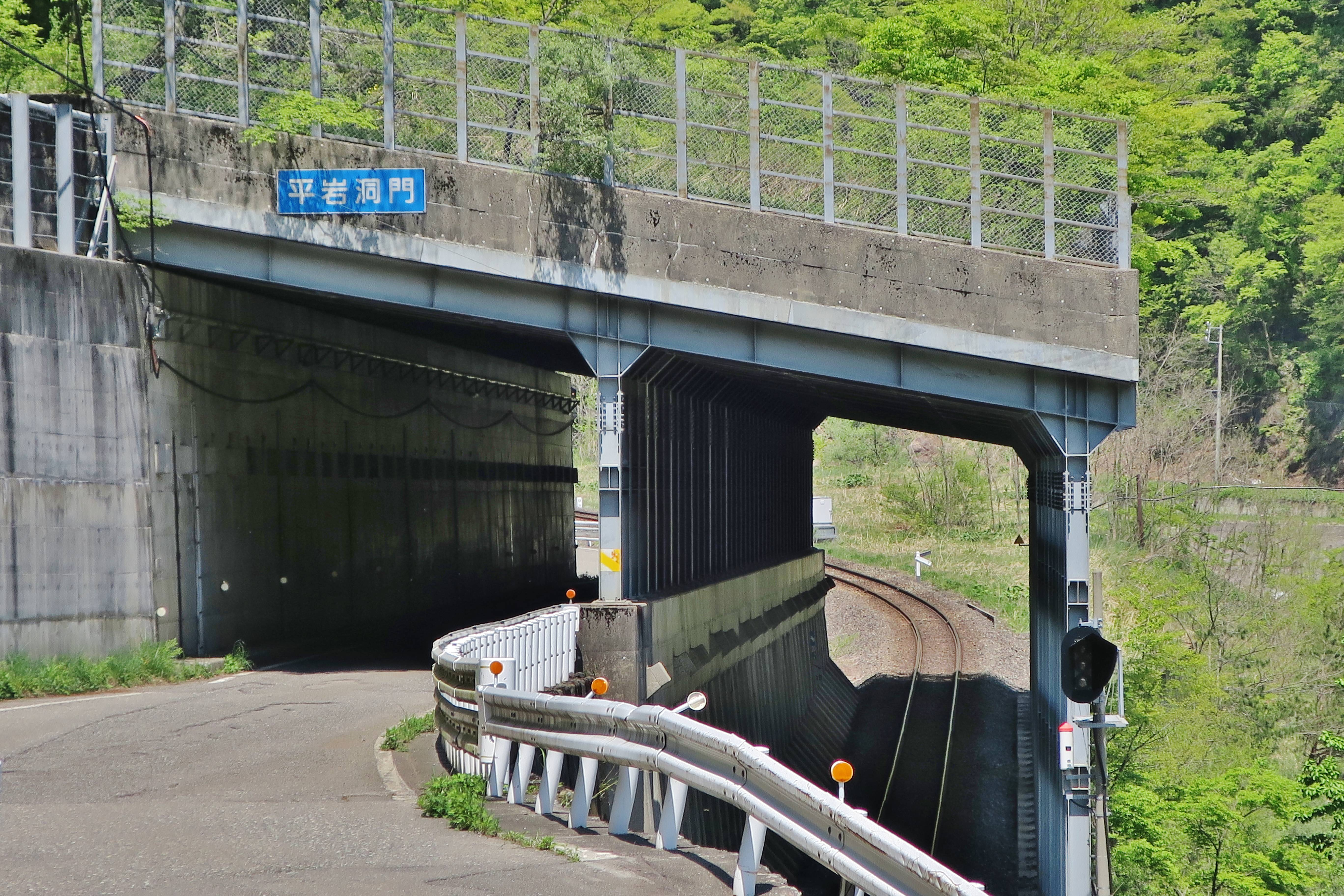
大糸線と共用の平岩洞門

糸魚川市南端の小滝地区の最南端である姫川沿いの大所地区を南北に結ぶ。
すべての区間で姫川の左岸に沿っている。姫川右岸は長野県北安曇郡小谷村北小谷であり、起点付近の沿道からは北小谷の集落を望むことができる。大所集落を過ぎると勾配が上がり、つづら折りの坂道が続く。落石ならびに雪崩対策として、山側斜面の法尻部にはロックキーパーやスノーキーパーなどが随所に設置されている。葛葉峠を越えると、新潟・長野県境の蒲原沢に架かる国界橋（旧橋）北詰に至る。ここから終点である國界橋（現橋）北詰の国道148号との交点までは再び、急勾配のつづら折りが続く。
ほぼ全区間がかつての国道148号であり、山之坊トンネル、大所トンネルならびに湯原トンネルが開通するまでの間、当区間は新潟県と長野県北アルプス地域とを自動車で直接往来が可能な唯一の道路であった。

### 路線データ
- 起点：新潟県糸魚川市大字大所字白馬町834-14（＝JR平岩駅前、新潟県道505号入ノ平白馬線終点）
- 終点：新潟県糸魚川市大字大所字牧山989-603（＝國界橋北詰、国道148号交点）

## 路線状況
全区間舗装されている。このうち、全体の約87.7％にあたる3.9825km（＝3982.5m）はアスファルト舗装、残りの約12.3％はセメントによる舗装（0.5574km＝557.4m）であるが、アスファルト舗装はすべて高級舗装である。
大多数の区間で規格改良が行われており、その割合は全区間のうち約97.2％に及ぶ（4.4144km＝4414.4m）。また、そのうちの約84％の3.7089km（＝3708.9m）の幅員は5.5m以上となっている。その一方で0.0125km（＝125.5m）は未改良区間でかつ、幅員3.5m以上5.5m未満である。歩道は0.1129km（＝112.9m）設置されている。

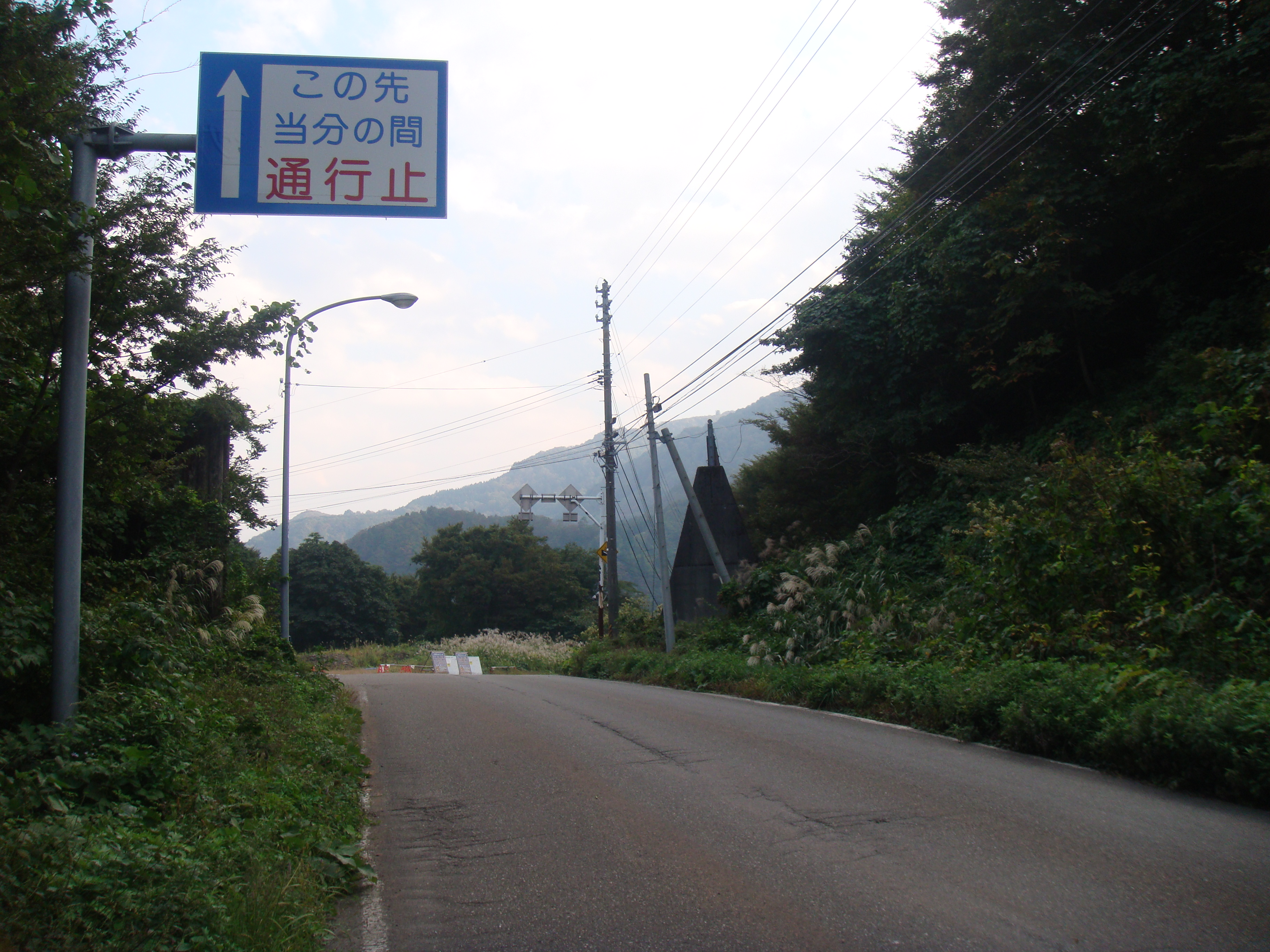
葛葉峠最頂部
（2011年（平成23年）10月撮影）

起点から葛葉峠の最頂部までは通行可能であるものの、葛葉峠（市道白馬温泉一号線付近）から終点までの1.4kmは落石および土砂崩壊（地すべり）のため、1995年（平成7年）7月11日（7.11水害）以降終日通行止めとなっている。7.11水害によって葛葉洞門付近では道路が完全に崩壊していたが、復旧工事が進められ2016年に復旧し通行可能となった。

## 地理

### 通過する自治体
- 新潟県
糸魚川市

### 交差する道路
- 新潟県道505号入ノ平白馬線（新潟県糸魚川市大所・JR平岩駅前：起点）
- 国道148号（糸魚川市大所・國界橋北詰：終点）

### バス路線
- 糸魚川バス（白馬岳登山バス：起点交点 - 平岩駅前）
- 小谷村営バス（北小谷線：起点交点 - 平岩駅前）

### 峠
- 葛葉峠

### 沿線
- 姫川
  - 大所川
  - 蒲原沢
- デンカ 大所川発電所

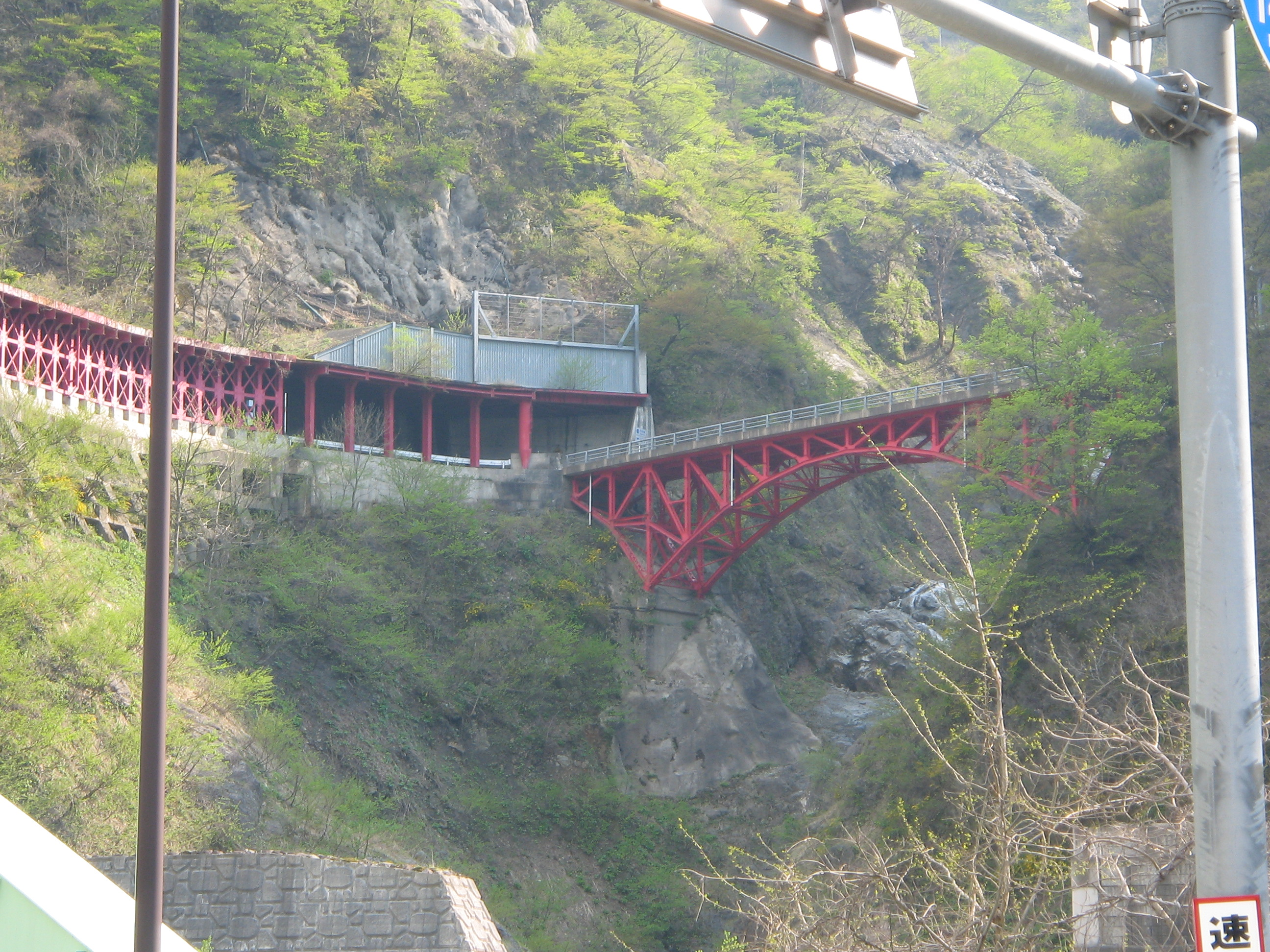
県境、蒲原沢にかかる国界橋（旧橋）
（2007年（平成19年）5月撮影）

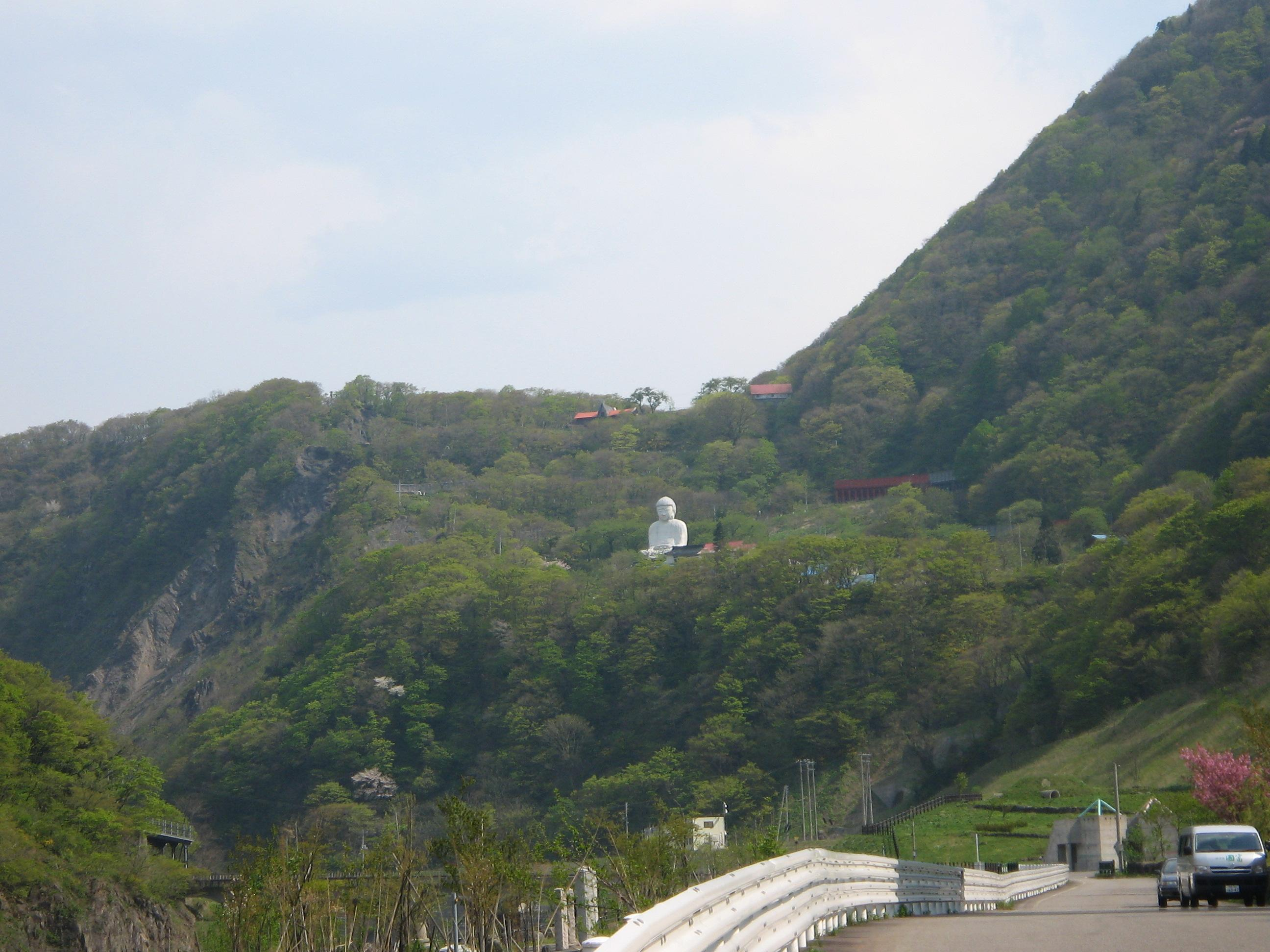
葛葉峠と白馬大仏
（2007年（平成19年）5月撮影）

- 国道148号 山之坊トンネル、大所トンネル、國界橋
- JR大糸線 平岩駅、真那板山トンネル
- 姫川温泉
- 白馬温泉
- 白馬大仏
- 蒲原温泉